# Táriba
La ciudad de Táriba es la capital del Municipio Cárdenas del Estado Táchira, Venezuela. La ciudad tiene una población de 147 584 habitantes en el 2023 aproximadamente, y forma parte del Área metropolitana de San Cristóbal. Es llamada La Perla del Torbes.
Tiene una altitud de 860 m s. n. m. a la altura de la Plaza Bolívar, es conocida como centro de peregrinación católica en Venezuela por albergar la Basílica, Museo y Boulevard de la Virgen de la Consolación de Táriba. Entre sus características más destacadas se encuentra la inclinación de sus calles y casas que en algunos casos pueden alcanzar los 20° de pendiente.
Originada en la segunda mitad del siglo XVI, no fue oficialmente fundada.
A pesar de que en la actualidad se encuentra integrada dentro del área metropolitana de San Cristóbal y en la conurbación de la misma, se conservan sus tradiciones y fiestas locales; particularmente las Ferias de la Virgen de la Consolación que se realizan anualmente en el mes de agosto.

## Historia

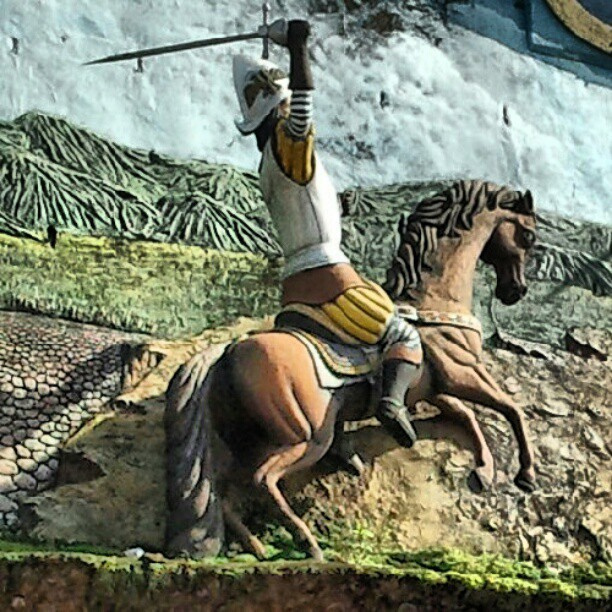
Mural a la entrada de Táriba, describe la batalla entre indios y españoles

Táriba aparece por primera vez en la historia en 1547. Una expedición enviada desde El Tocuyo por el gobernador de la Provincia de Venezuela Licenciado Juan Pérez de Tolosa recorrió los Andes desde la zona de la actual ciudad de Guanare hacia el sur, hasta encontrarse con el Río Apure, luego remontaron por los ríos Uribante, Quinimarí y el hoy Río Torbes, hasta llegar al que llamaron Valle de las Ahuyamas, donde en el futuro se fundaría San Cristóbal. La expedición constaba de 100 hombres bajo las órdenes de Alonso Pérez de Tolosa, hermano del Gobernador, y entre otros Diego de Losada. Cuando llegan los españoles a lo que hoy es Táriba los indígenas le tienden una emboscada donde matan seis caballos y sale malherido Alonso Pérez, con otros de sus soldados.
Fue visitada en 1602 por Antonio Beltrán Guevara, si bien se estableció como centro de encomenderos el 28 de abril de 1565 al mando de Alonso Álvarez de Zamora.

## Virgen de La Consolación de Táriba

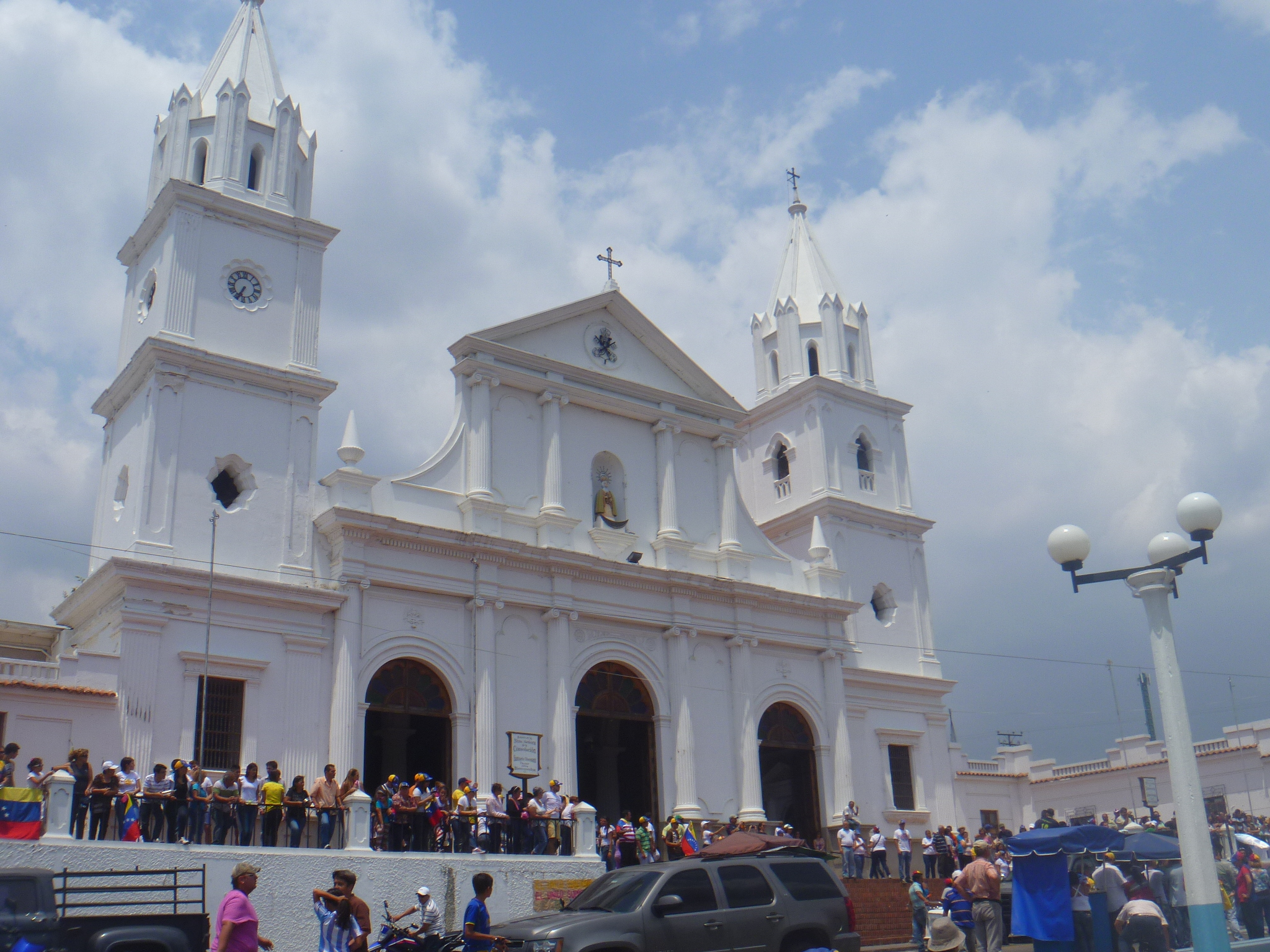
Basílica de Nuestra Señora de la Consolación.

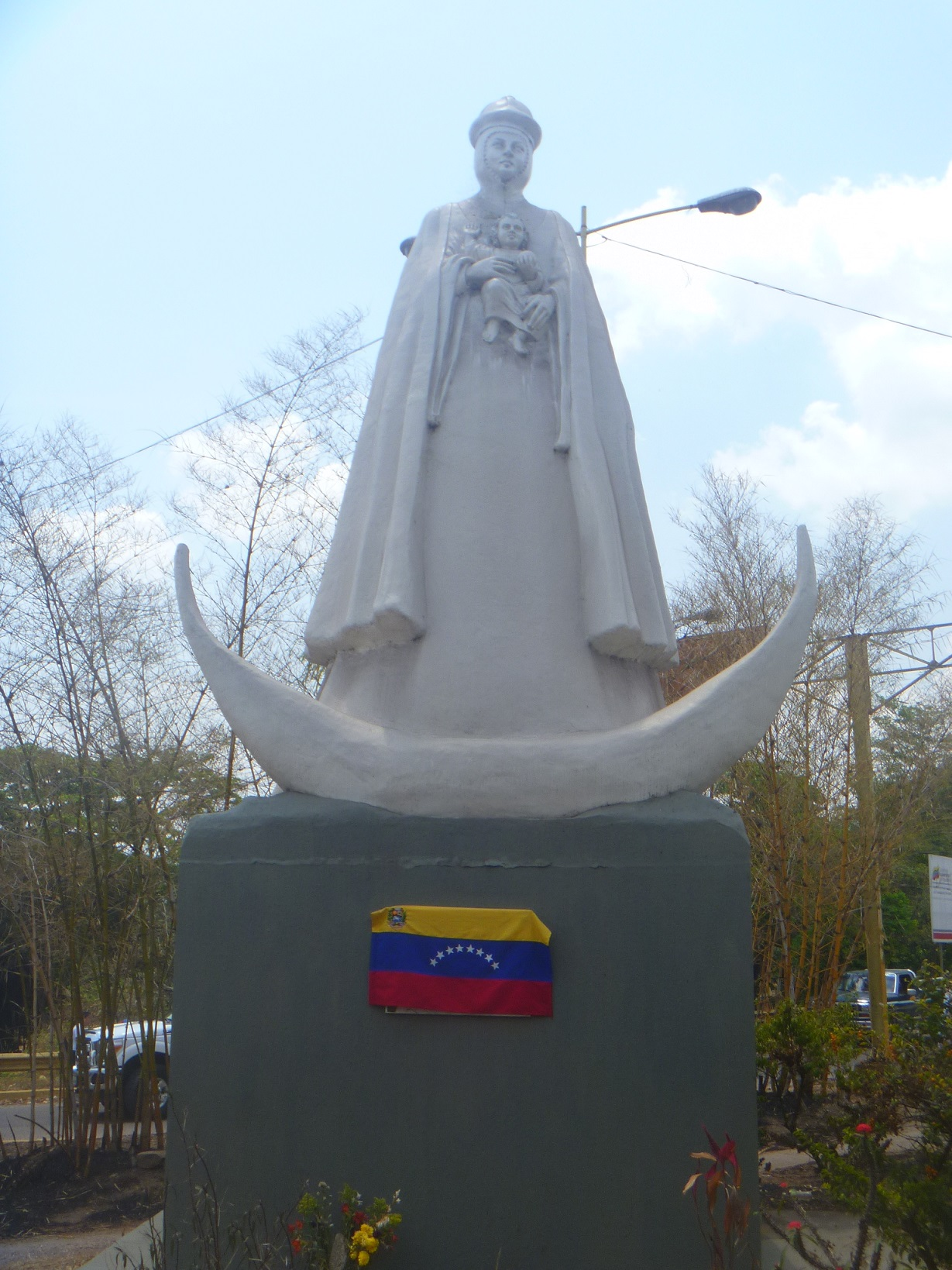
Monumento Virgen de la Consolación de Táriba

Cuna del culto a la Virgen de la Consolación y sede de la Basílica de Nuestra Señora de la Consolación. Es una de las dos basílicas que existen en el Estado Táchira, la otra es la del Santo Cristo de La Grita, durante muchos años fue un Santuario y por decisión del papa san Juan XXIII, tras una extensa investigación se decidió darle categoría de basílica menor. La Virgen de la Consolación fue llevada a Táriba en 1560 por dos padres Agustinos venidos del Nuevo Reino de Granada.
En 1600 se construye una ermita para la veneración de la Virgen patrona del Estado Táchira. Desde entonces es el centro devocional de Táriba, y una preciada reliquia para la mayoría católica de la ciudad. El 15 de agosto se celebra su fiesta en el coliseo y en la plaza Bolívar.

## Feria de La Consolación

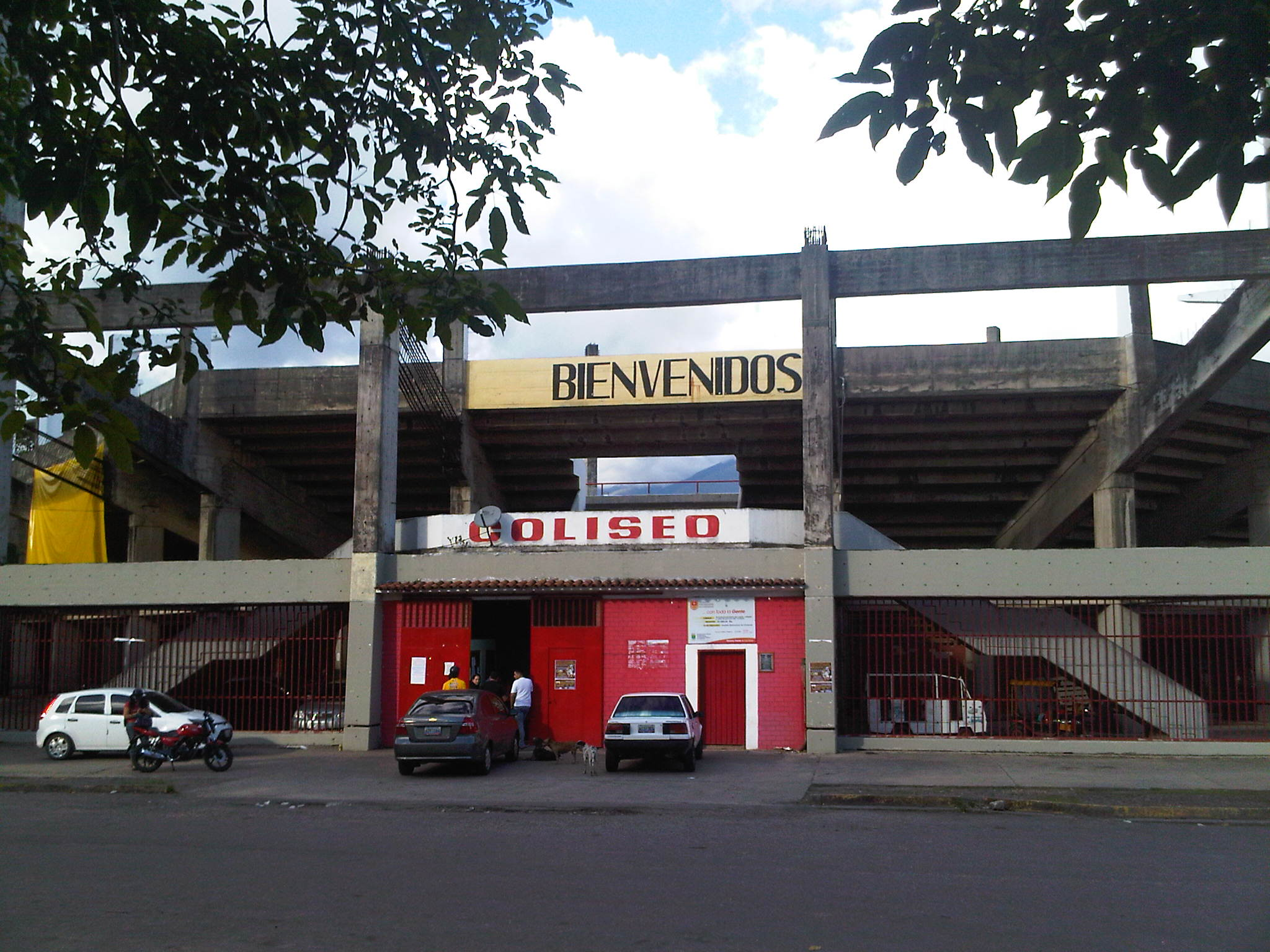
Plaza de Toros "Coliseo Perla del Torbes"

Se consideran una de las Ferias más antiguas del país, sus inicios datan desde el año 1842 junto con las ferias de Tovar (1843); y La Grita,  son celebradas a mediados del mes de agosto, siendo su fecha más importante el 15 de agosto, día en el cual se realiza la procesión en honor a la Santa Patrona la Virgen de la Consolación y parte desde la Catedral de la Ciudad de San Cristóbal.
Además de las fiestas religiosas también se realizan festejos taurinos, deportivos, folklóricos, culturales y musicales las cuales tienen dos epicentros: el primero la Plaza Bolívar principal frente a la Basílica de Nuestra Señora de la Consolación, el segundo, en los alrededores de la Plaza de Toros "Coliseo Perla del Torbes" inaugurada el 18 de agosto de 1991. . 
En los años anteriores a la existencia del Coliseo Perla del Torbes los festejos taurinos de la época moderna se realizaron desde 1965 en el Complejo Turístico Las Margaritas, cuya plaza de toros fija se inauguró el 13-08-1965; por pocos años se  dieron allí los espectáculos taurinos pues la plaza se vino a menos por problemas económicos. En el apartado artístico, en 1966 en las casetas feriales de este complejo se registró un Record Guinnes: La canción más tocada en una misma presentación por la orquesta Los Melódicos; tocó 27 veces el tema El Pompo.
Las plazas portátiles, tras la desaparición de la plaza en Las Margaritas, fueron instaladas en distintos puntos de Táriba, como la plaza Miranda, contigua a la basílica; los terrenos del Colegio Salesiano; y frente a la iglesia Don Bosco, en el barrio Monseñor Briceño, lugar donde posteriormente se construyó el Hospital de Táriba.